# Dieth-Schreibung
O Dieth-Schreibung é um guia para textualização do dialeto Suíço-alemão. Ele foi convocado pelas decisões da assinatura pela Comissão do New Helvetic Society (grupo Zurich) por seu presidente Eugen Dieth e 1938 sob o título Schwyzertütschi Dialäktschrift. Orientar uma grafia uniforme para todos os dialetos emitidos.
Ao contrário da informação requerida pelo Emil Baer e o uniforme língua escrita Schwyzer Schproch-Biwegig alemão suíço o Dieth caso foi criada com o objectivo de os diferentes dialetos suíço-alemães tocar o mais alto possível fielmente, e, assim, contribuir para a sua conservação. Por um lado muito forte magra para a ortografia alemã alta não parece sensato, uma vez que estes pronúncia reproduz apenas parcialmente (por exemplo, escreve a sonhar sonhos, para ficar perto do singular graficamente com o trema ä do ;. plural é falado No entanto / tʁaʊm tʁɔɪmə /). Nesse caso só é adequado se o escritor e o leitor de falar o mesmo dialeto e pronúncia, portanto, é claro para todos. Por outro lado, foi decidido devido à legibilidade contra o som perto excessiva, ser considerado nos reajustes bem aussprachliche (z. B. Si hexeit är sigschläch zwäxi.)
Principal característica do Dieth caso é a distinção lógica entre vogais curtas e longas, que são caracterizados exclusivamente por letras duplas, e entre curtas e suaves (Lenes) e longos consoantes, fortes (Fortes). O Dieth caso se destaca no Bärndütsche Schrybwys. a partir do qual tem uma longa tradição nos autores alemães Berna escrevendo para tornar-se mais orientada para o tipo de letra alemã alta e foi codificada por Werner Marti.